# Campo de refugiados de Al-Shati

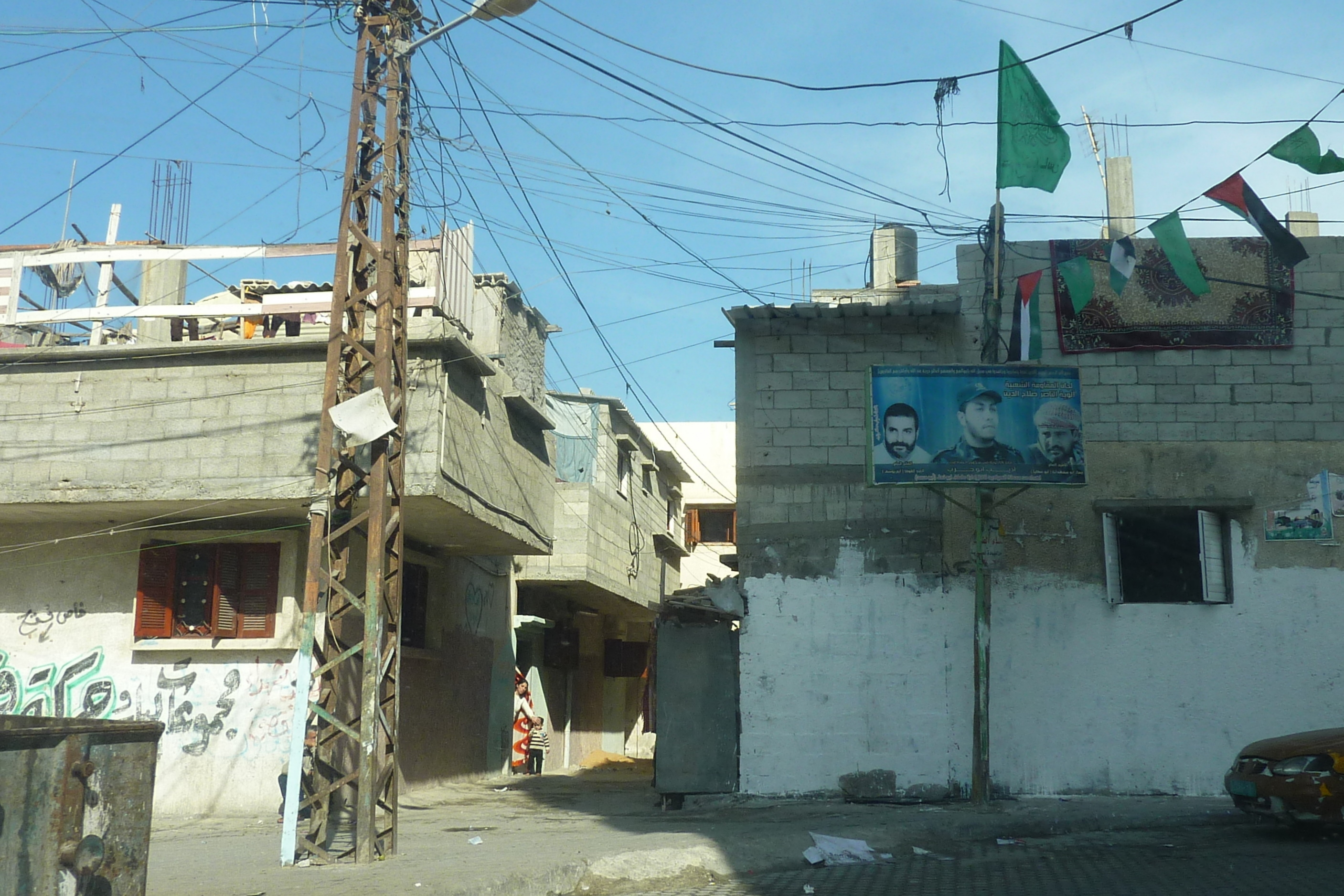
Campo de Al-Shati em 2010

Al-Shati (em árabe: مخيم الشاطئ), também conhecido como Shati ou Campo da praia, é um campo de refugiados palestinos localizado na Cidade de Gaza, ao longo da costa do Mar Mediterrâneo.
O campo de Al-Shati foi fundado em 1948 para receber cerca de 23.000 palestinos que fugiram ou foram expulsos das cidades de Jafa, Lida e Bersebá, bem como das aldeias vizinhas, durante a Guerra Árabe-Israelense de 1948. Em 2023, 95.803 refugiados palestinos foram registrados pela UNRWA como residindo no campo de refugiados de Al-Shati. A área do campo é de apenas 0,52 quilômetros quadrados. As ruas e vielas do campo costumam ser muito estreitas e a área é considerada uma das mais densamente povoadas do mundo.
Al-Shati é o terceiro maior campo de refugiados nos Territórios Palestinos. O campo possui sistema de esgoto, um centro de saúde e 23 escolas (17 primárias, 6 secundárias).
Al-Shati está atualmente sob o controle das Forças de Defesa de Israel.

## História
Al-Shati foi fundado em 1948 para receber cerca de 23.000 palestinos que fugiram ou foram expulsos por milícias sionistas das cidades de Jafa, Lida e Bersebá, bem como de aldeias vizinhas, durante a Guerra Árabe-Israelense de 1948. Em 1971, autoridades israelenses demoliram mais de 2.000 abrigos para alargar as estradas por razões de segurança. Cerca de 8.000 refugiados foram forçados a abandonar o campo e realojar-se em um projeto habitacional próximo, em Sheikh Radwan, na Cidade de Gaza. 
Em 2023, Al-Shati foi atingido por vários ataques aéreos durante a ofensiva israelense em Gaza. Em 10 de novembro, durante a invasão israelense da Faixa de Gaza, as Forças de Defesa de Israel alegaram ter matado cerca de 150 agentes do Hamas durante conflitos na área de Al-Shati. Em 14 de novembro de 2023, as Forças de Defesa de Israel assumiram o controle total do campo.

## Economia
Antes de Israel fechar sua fronteira com a Faixa de Gaza devido à violência da Segunda Intifada, em setembro de 2000, a maioria dos moradores de al-Shati trabalhava como agricultores ou eram operários em Israel. Um número considerável das 2.453 famílias do acampamento depende da pesca para obter renda. 

### Restrições impostas por Israel à pesca
O estado israelense permite que pescadores palestinos operem em uma faixa de 6 milhas náuticas a partir da costa de Gaza. Tais restrições têm levado à perda de meios de subsistência, ao aumento da miséria e da insegurança, sendo alvo de críticas da Organização das Nações Unidas para a Alimentação e Agricultura. Além disso, as práticas utilizadas pela Marinha israelense para impor os limites de pesca, incluindo o disparo de munição real, levantaram uma série de preocupações com a proteção dos pescadores palestinos. Cerca de 90 incidentes com tiros foram registrados no Norte de Gaza no primeiro semestre de 2023, resultando em nove pescadores feridos e na prisão de treze palestinos, incluindo uma criança.

## Pessoas de Al-Shati
- Ismail Haniyeh, primeiro-ministro de facto da Autoridade Nacional Palestina
- Rashid Masharawi, cineasta
- Said Seyam, ministro do Interior da Autoridade Nacional Palestina
- Yasser Elshantaf, empresário palestino que vive na Alemanha
- Fadel al-Utol, arqueólogo palestino
- Mosab Abu Toha, poeta